# Гікеанна планета

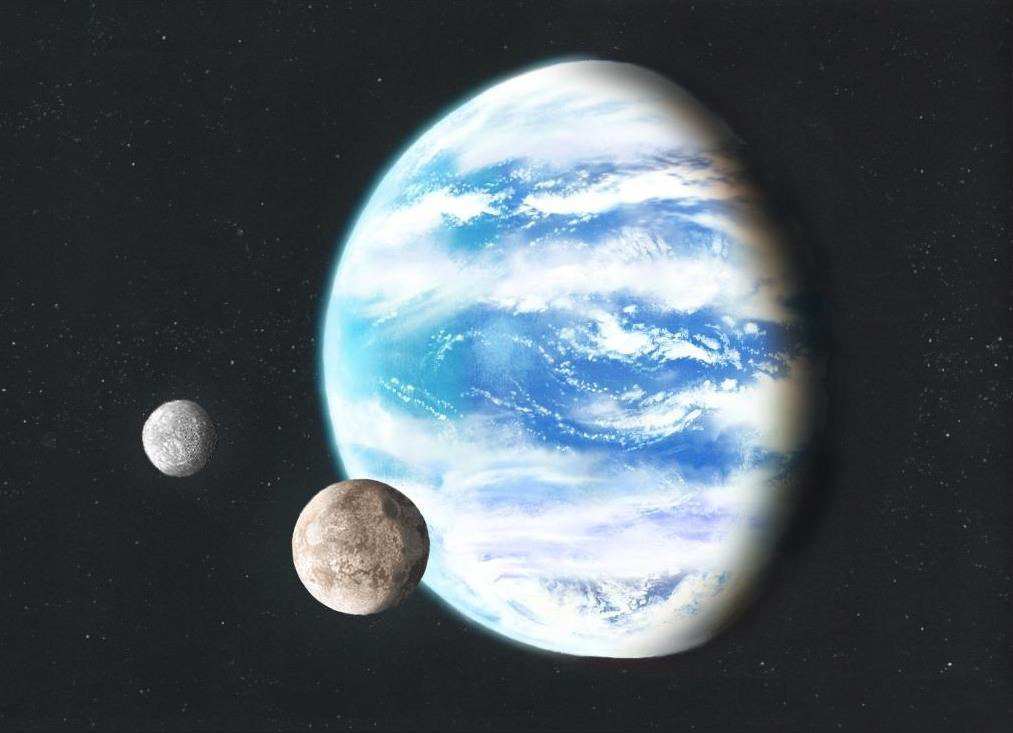
Гіпотетична гікеанна планета з двома природними супутниками (малюнок)

Гікеанні планети (від слів «гідроген» та «океан») — гіпотетичний тип життєпридатних планет. Описуються як гарячі, вкриті водою планети з багатою на водень атмосферою, ймовірно, придатною для підтримання життя. Згідно із даними дослідників, до гікеанних планет, відповідно до їх густин, можуть належати скелясті надземлі та мінінептуни (як-от K2-18b і TOI-1231 b), тож очікується їхня велика кількість серед екзопланет.

## Опис
Термін «гікеанні планети» (англ. hycean planet) був утворений за допомогою телескопії слів «водень» та «океан»  (англ. hydrogen, ocean) групою дослідників Кембриджського університету на чолі з професором астрофізики Ніку Мадусуданом у 2021 році.  Поняття описує планети з великими океанами та атмосферою, багатою на водень, планети розглядаються як перспективні для пошуку життя в космосі. Виявлення біосигнатур на гікеанних планетах може бути простим завдяки порівняно більшому розміру цих об'єктів, відбувається за допомогою таких космічних обсерваторій  як Джеймс Вебб . Так у 2023 році на K2-18b було виявлено диметилсульфід. 
На гікеанних планетах може спостерігатися катастрофічний парниковий ефект, що обмежує їх потенціал для розвитку форм життя. 
У 2023 році космічний телескоп Джеймса Вебба виявив вуглекислий газ і метан в атмосфері K2-18b, але не виявив великих кількостей аміаку. Це підтверджує гіпотезу, що K2-18b дійсно може мати водяний океан. Ті самі спостереження також свідчать про те, що атмосфера K2-18b може містити диметилсульфід, сполуку, пов'язану з життям на Землі. На той час наявність цієї сполуки ще не була підтверджена, але в 2025 році були знайдені докази наявності диметилсульфіду, а також диметилдисульфіду.
Іншим кандидатом є TOI-270